# Землянських Ігор Іванович
Ігор Іванович Землянських — український художник-анімаліст, ілюстратор, орнітолог.

## Біографія
Народився 9 грудня 1974 року в місті Олександрівськ на Луганщині. У 1980 році переїхав до села Вороньків Бориспільського району на Київщині, батьківщину діда по мамі. Саме дідусь посприяв любові майбутнього художника до природи, водив на прогулянки лісами та луками. Спершу мріяв стати льотчиком, але перемогла цікавість до всього живого, а передовсім - птахів. 
Ще навчаюсь в середній школі опублікував свої перші статті на орнітологічну тематику. Паралельно з юних років почав малювати, але лише птахів. В 1992-1993 роках служив в інженерному підрозділі Збройний сил України. В кінці 1990-х трудився в Інституті зоології імені І. І. Шмальгаузена та брав участь в експедиціях по Україні,на посаді старшого лаборанта. Колеги оцінили художній дар і стали пропонувати виготовляти ілюстрації до різних видань. Перший плакат з малюнком чайки видало Українське товариство охорони птахів у 1996 році. Далі розгорнулась співпраця з Природничим музеєм, Київським зоопарком, Будинком природи, ботанічними садами та іншими закладами відповідної тематики. З часом через велику кількість замовлень обрав роботу художника та ілюстратора, не пориваючи тісного зв'язку з людьми науки і аматорами-птахолюбами. 
Утримує вдома птахів, що потрапили в біду: переважно хворих і поранених. 
Почесний громадянин Бориспільського району.

## Творчість
Автор численних робіт не тему орнітофауни України та світу. Працює в техніці темпера, акрил, акварель, олія. 
Брав участь в ілюстрації таких виданнь:
- Червона книга України (2009)
- Заповідні куточки Кіровоградської землі. Андрієнко Т.Л. (1999)
- Птахи фауни України: польовий визначник. Г.В. Фесенко, А. Бокотей. 2002
- Птахи садів і парків Києва. Г.В. Фесенко (2010)

Повністю проілюстрував серію книги виданих в рамках проекту "Пернаті друзі":
- Знайомі незнайомці. А.Плига. 2013 (2018)
- Вартові ночі. Є.Яцюк. 2015
- Володарі неба. С. Вітер. 2016
- Крила над водою. М. Банік. 2021

Автор та ілюстратор книги  "Наші птахи" (2004).
Автор численних плакатів на орнітологічну тематику в Україні та суміжних країнах.

## Художні виставки
- березень-квітень, 2012 - порсональна виставка в Борисполі [11]
- березень, 2019 року - персональна виставка в Бориспільському державному історичному музеї [12]
- 9-10.10.2021 року - виставка в Київському будинку природи [5]
- лютий-березень, 2020 - персональна виставка в літературному клубі "Пломінь" [13]
- квітень-травень, 2023 року - персональна виставка в Закарпатському обласному краєзавчому музеї ім. Т. Легоцького [14]

## Галерея

Яструб малий (Accipiter nisus). 2018
Пара чорних дроздів. 2018
Зеленяки